# Muñeco vudú

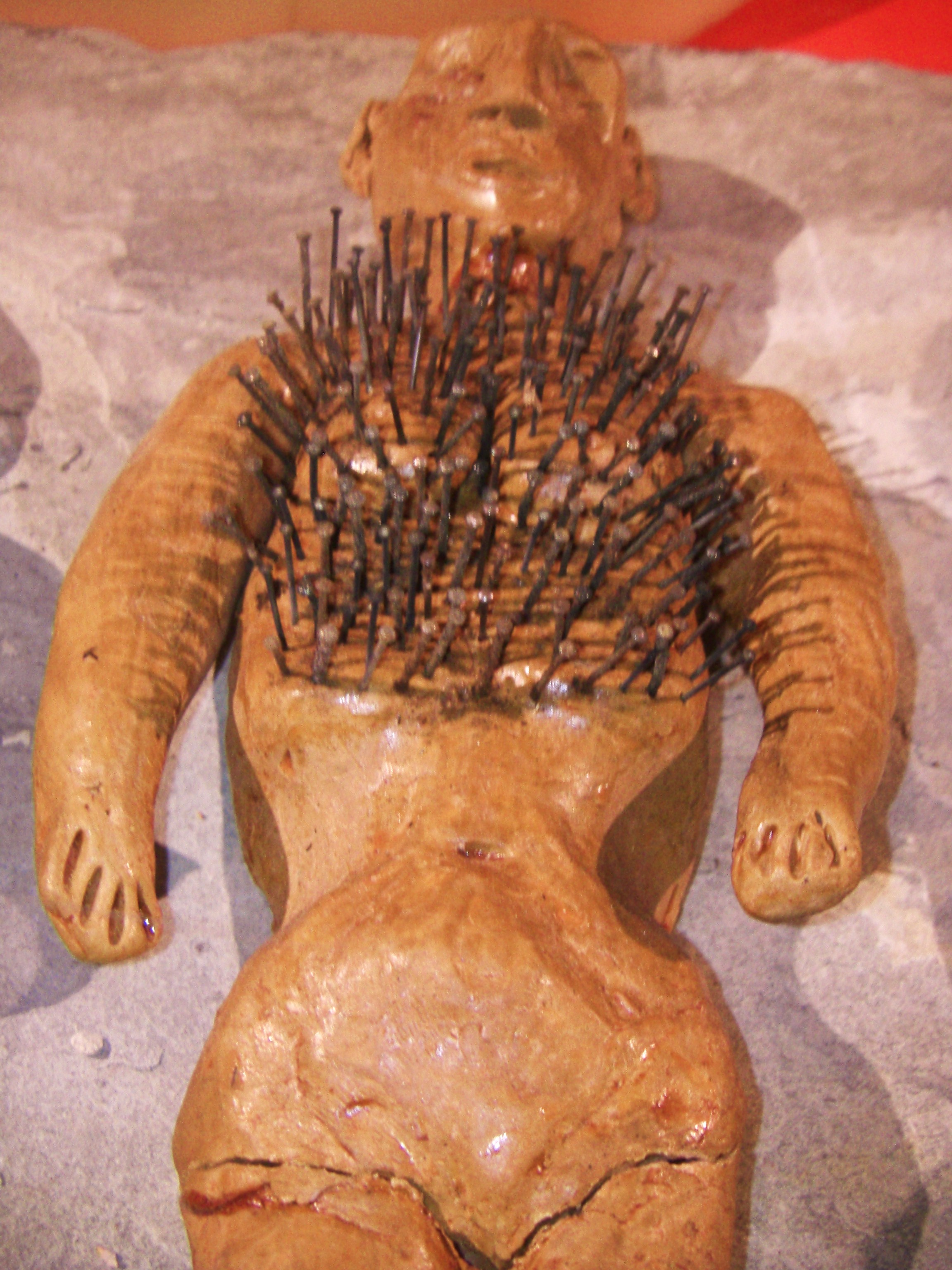
Una estatuilla humanoide con alfileres insertados: este era un método por el cual los chamanes luchaban contra los espíritus malignos usando medios mágicos. Artefacto en el Museo de Magia y Brujería en Cornualles, Inglaterra

El término muñeco vudú describe comúnmente una efigie en la que se insertan alfileres. Estas prácticas se encuentran en diversas formas en las tradiciones mágicas de muchas culturas en todo el mundo. Aunque el uso del término vudú implica que la práctica está vinculada al vudú africano/haitiano o al vudú de Luisiana, no es prominente en ninguno de los dos, cambia comúnmente el comportamiento del individuo y también el estado del individuo al que le realizan el trabajo.

## Historia

### Vínculo delsigloXXcon el vudú

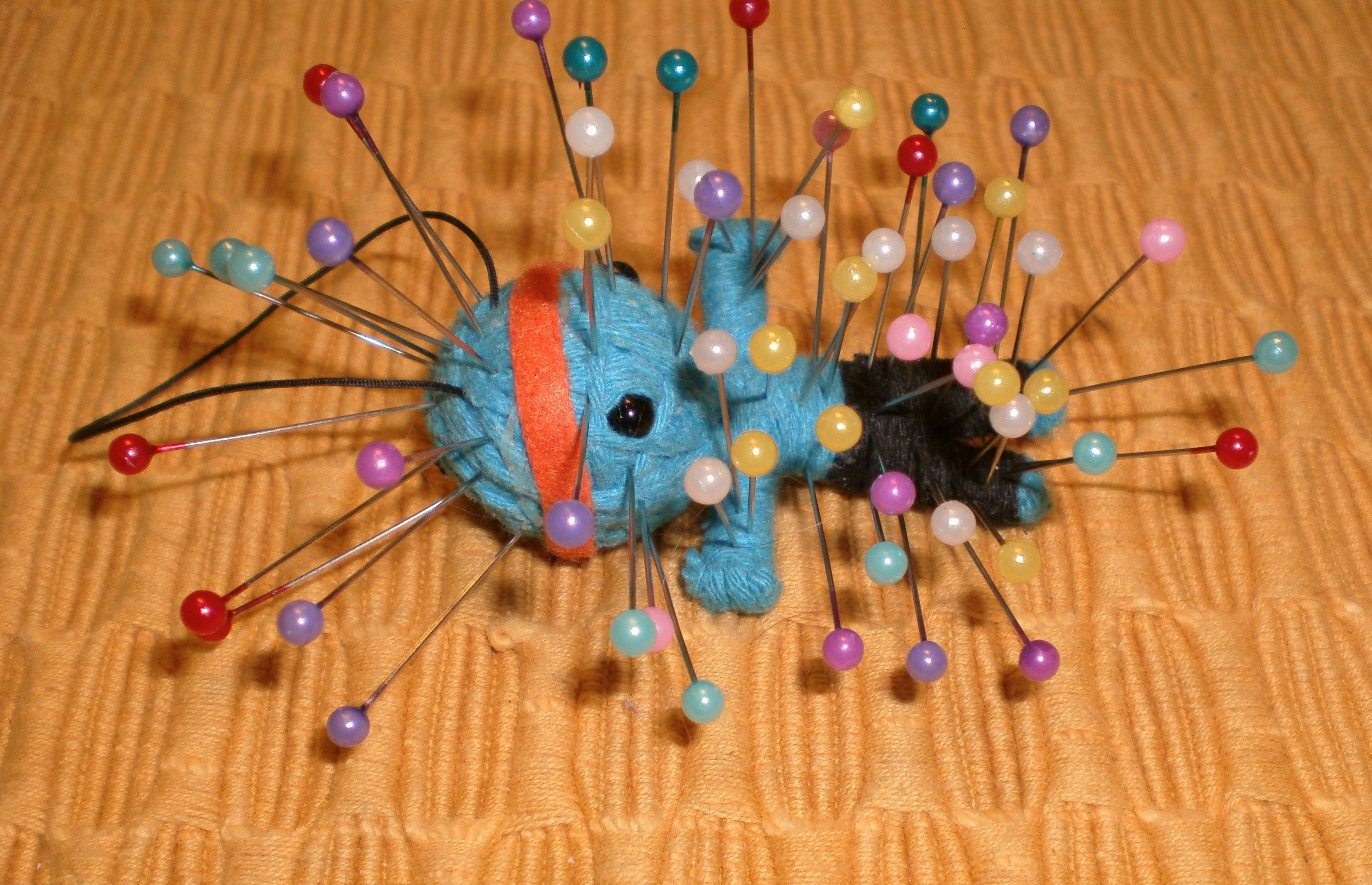
Muñeco vudú contemporáneo, con 58 alfileres

El vínculo entre esta práctica mágica y el vudú se estableció a través de la presentación de este último en la cultura popular occidental, perdurando durante la primera mitad del siglo XX. En este contexto, el mito de que esta práctica mágica está estrechamente relacionada con el vudú, se promovió como parte de las representaciones negativas más amplias de los negros y las prácticas religiosas afrocaribeñas en los Estados Unidos. En el libro de 1933 de John Houston Craige Black Bagdad: The Arabian Nights Adventures of a Marine Captain in Haití (Negro Bagdad: Las aventuras árabes nocturnas de un capitán de la marina en Haiti), describió a un prisionero haitiano clavando alfileres en una efigie para inducir una enfermedad. Su uso también apareció en representaciones cinematográficas del vudú haitiano como White Zombie (1932) de Victor Halperin y I Walked with a Zombie (1943) de Jacques Tourneur . Los muñecos vudú también aparecen en las películas Lisztomania (1975) e Indiana Jones y el templo maldito (1984).
A principios del siglo XXI, la imagen del muñeco vudú se había vuelto particularmente omnipresente. Se había convertido en un artículo novedoso disponible para la compra, con ejemplos en máquinas expendedoras en centros comerciales británicos, y un artículo sobre "Cómo hacer un muñeco vudú" se incluyó en WikiHow . También se incluyó un muñeco vudú en la película animada de Disney de 2009, La princesa y el sapo .